# Cyprès de Leyland
Espèce
Parent A de l'hybridation 
  Cupressus macrocarpa 
×

Parent B de l'hybridation 
  Cupressus nootkatensis 
Classification phylogénétique
Le Cyprès de Leyland, Cupressus ×leylandii, est une espèce hybride d’arbres de la famille des Cupressaceae, largement cultivée notamment pour constituer des haies.

## Origine et classification
Cet arbre à croissance très rapide est un hybride entre le Cyprès de Lambert (Cupressus macrocarpa) et le Cyprès de Nootka (Cupressus nootkatensis). Il est apparu en Grande-Bretagne à la fin du XIXe siècle.
L'hybridation à l'origine du Cyprès de Leyland s'est produite à plusieurs reprises, en une vingtaine d'occasions indépendantes, toujours par pollinisation ouverte. Cela montre que les deux espèces parentes sont très compatibles et apparentées de près. Deux autres hybrides similaires se seraient aussi produits entre le Cyprès de Nootka d'une part et deux autres espèces de Cupressus : Cupressus ×notabilis (Cupressus glabra × Cupressus nootkatensis) et Cupressus ×ovensii (Cupressus lusitanica × Cupressus nootkatensis).
La position taxinomique du Cyprès de Nootka est discutée. Avant 1993, il était rattaché au genre Chamaecyparis ; depuis, il est retourné (voir M.P. Frankis, Nootka Cypress: Cupressus or Chamaecyparis? Conif. Soc. Austral. Newsletter, 12:9-10) dans le genre Cupressus sous lequel il a été décrit par D. Don en 1824. Il n'existe aucun hybride intergénérique parmi les Gymnospermes.
Toutes les études récentes confirment l'appartenance du Cyprès de Nootka au genre Cupressus.

## Synonymes
- ×Cuprocyparis leylandii (A.B.Jacks. & Dallim.) Farjon 2002.
- ×Cupressocyparis leylandii (A.B.Jacks. & Dallim.) Dallim (avant 1993, lorsque le cyprès de Nootka était placé parmi les Chamaecyparis).

## Photographies

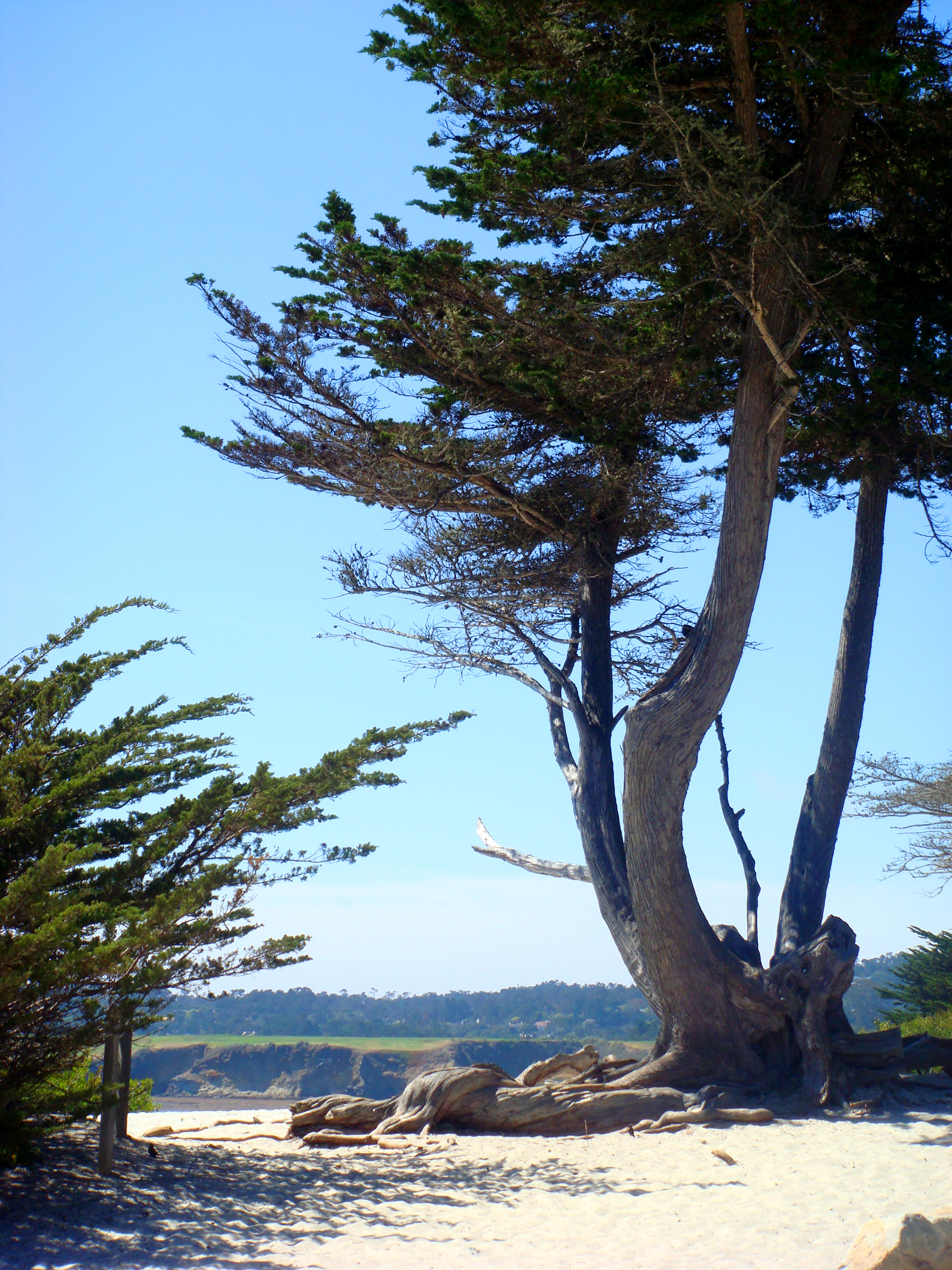
Cyprès de Monterey, Cupressus macrocarpa.
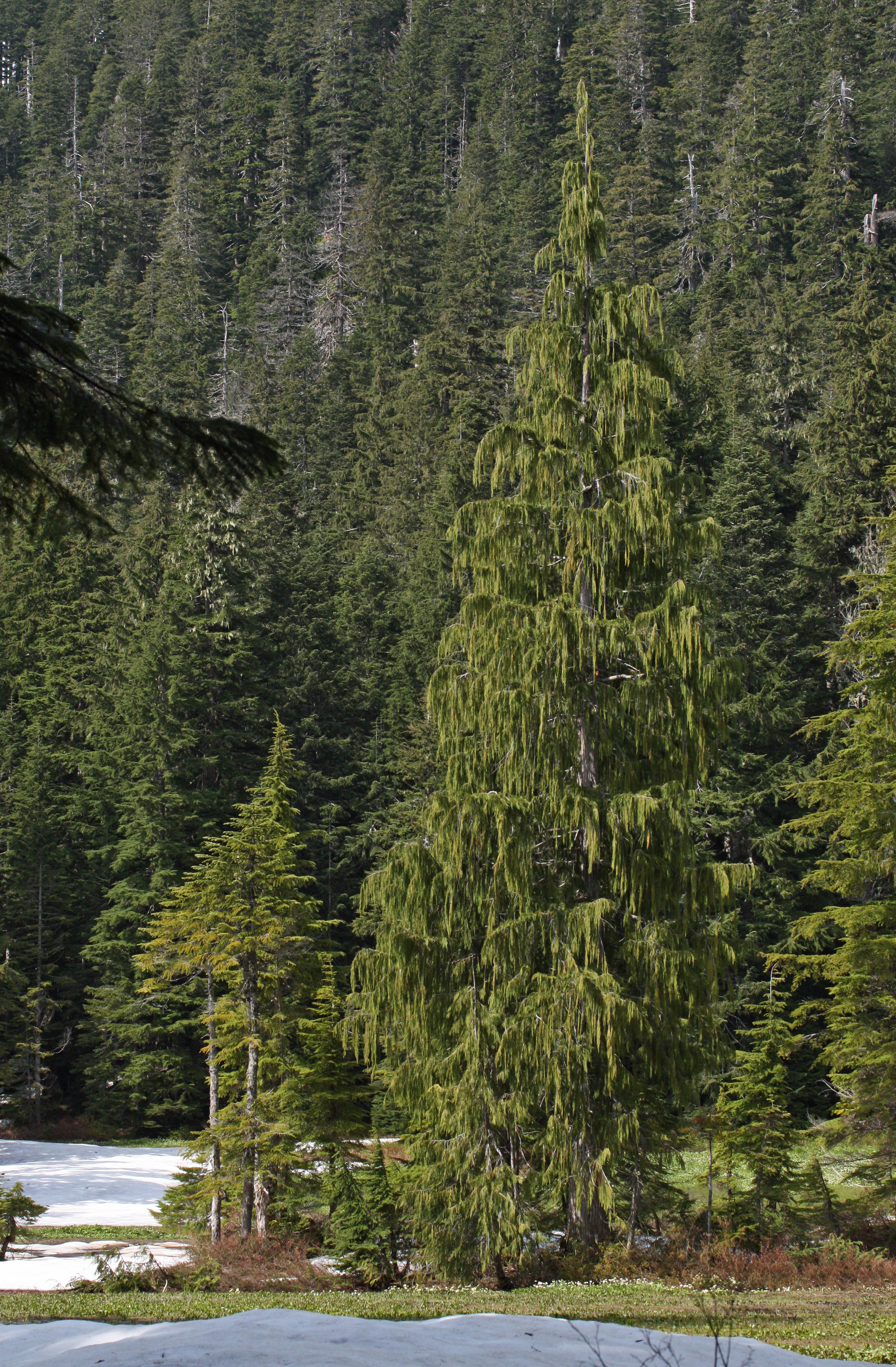
Cyprès de Nootka, Cupressus nootkatensis.
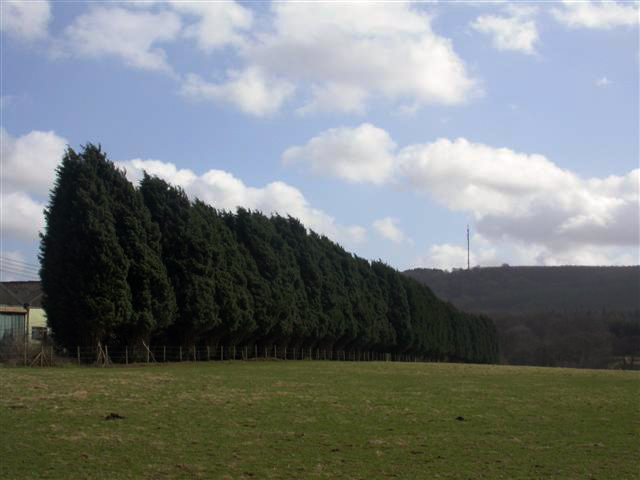
Cyprès de Leyland utilisés en coupe-vent.

## Utilisation
Le Cyprès de Leyland est communément planté dans les jardins pour former rapidement des haies de clôture ou de protection. Cependant sa croissance rapide (jusqu'à un mètre par an), son ombre épaisse et sa grande taille potentielle (souvent plus de 20 mètres de haut dans les conditions des jardins, et il peut atteindre au moins 35 mètres) le rend problématique. En Grande-Bretagne, cet arbre a été à l'origine de nombreux litiges entre voisins, allant parfois jusqu'à la violence (et dans un cas récent au meurtre[réf. nécessaire]), à cause de sa capacité à couper la lumière. Une loi votée en 2003 pour combattre les comportements anti-sociaux (Anti-Social Behaviour Act) a donné aux personnes victimes de ces hautes haies (habituellement des cyprès de Leyland, mais pas nécessairement) la possibilité de porter plainte auprès de leurs autorités locales ; cette loi a aussi donné à ces autorités locales le pouvoir d'imposer une limitation de leur hauteur.
Il est médiocrement adapté aux régions à étés chauds, comme la moitié sud des États-Unis, et dans ces régions il a tendance à devenir très sensible à la maladie du chancre du cyprès, provoquée par un champignon, Seridium cardinale. Cela entraîne un dépérissement terminal et finalement la mort de l'arbre. Dans la Vallée centrale de la Californie, il vit rarement plus de dix ans avant de succomber, et guère plus longtemps dans les États du Sud comme l'Alabama. Dans ces régions, le Cyprès de l'Arizona, résistant au chancre du cyprès, réussit mieux.
Dans les régions nordiques soumises à de fortes chutes de neige, cet arbre est sujet au phénomène des branches cassées, et même au déracinement dans la neige humide et lourde.
Remarque : il convient d'être prudent lorsqu'on manipule des feuilles ou des branches coupées, après élagage par exemple. Le contact avec la sève peut provoquer des irritations de la peau chez les personnes sensibles.